# Kudamatsu (Yamaguchi)

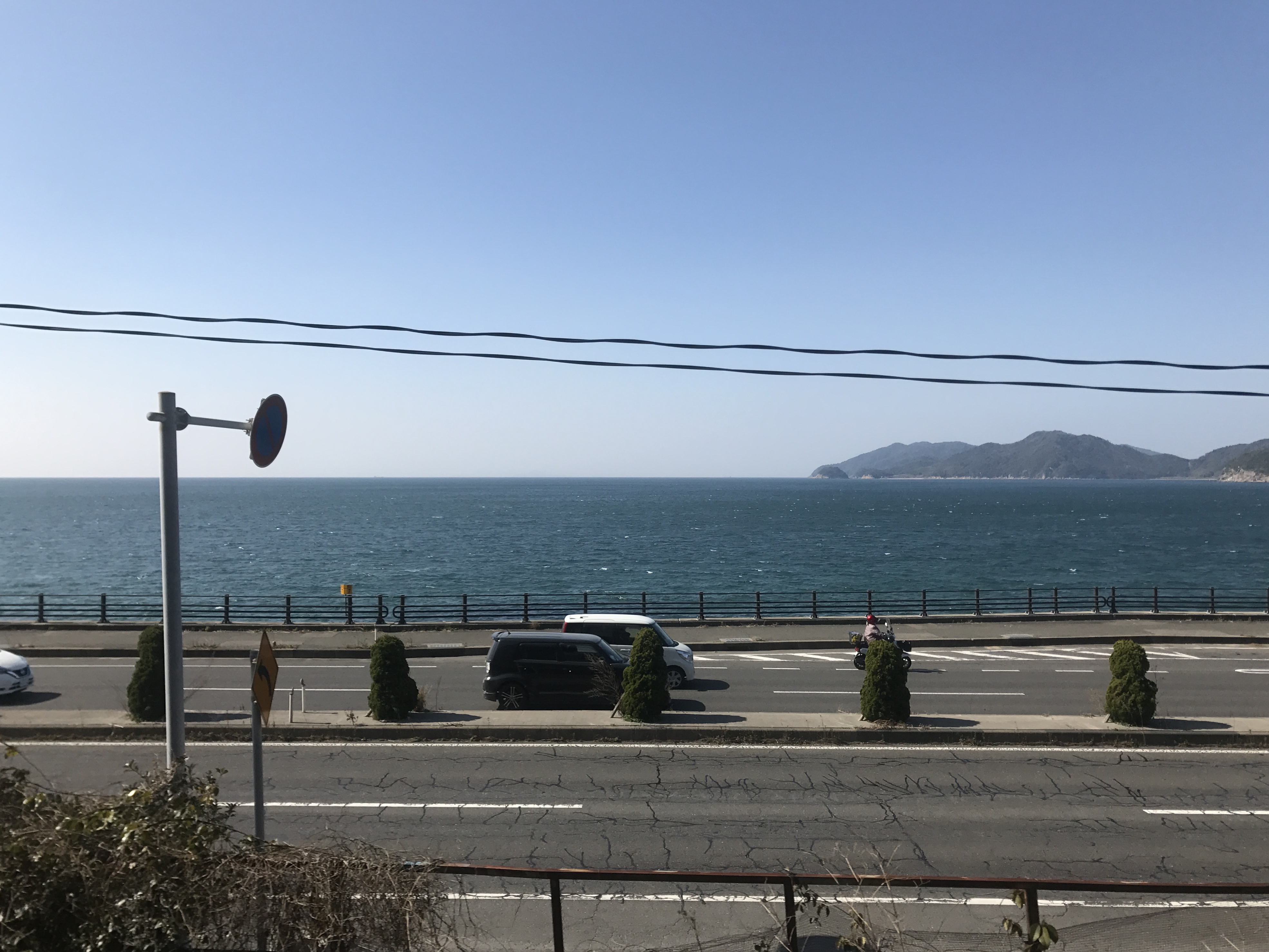
Vista de la isla Kasado desde la costa

Kudamatsu (下松市 Kudamatsu-shi?) es una ciudad localizada en la prefectura de Yamaguchi, Japón. Tiene una población estimada, a fines de septiembre de 2021, de 57.274 habitantes.
Su área total es de 89,35 km².

## Geografía

### Localidades circundantes
- Prefectura de Yamaguchi
  - Hikari
  - Shūnan

## Demografía
Según los datos del censo japonés, esta es la población de Kudamatsu en los últimos años.
| Año del censo | Población |
| ------------- | --------- |
| 1995          | 53.471    |
| 2000          | 53.101    |
| 2005          | 53.509    |
| 2010          | 55.012    |
| 2015          | 55.812    |
| 2021 (est.)   | 57.274    |